# Hans Christian Andersen Litteraturpris
Hans Christian Andersen Litteraturpris er en dansk international litteraturpris. Prisen er indstiftet af H. C. Andersen Litteraturpris Komitte og består af et kontant pengebeløb samt bronzeskulpturen "Den Grimme Ælling" udført af billedhuggeren Stine Ring Hansen samt et diplom "The Beauty of the Swan"
Formålet er at hylde H.C. Andersens indflydelse på forfattere i hele verden ved at udvælge prismodtagere, hvis forfatterskab kan knyttes til H.C. Andersens navn og livsværk f.eks. gennem genremæssige ligheder eller fortællekunstneriske kvaliteter.
I 2010 blev prisen på 500.000 kroner tildelt forfatteren J.K. Rowling som har skabt den verdenskendte Harry Potter-figur, og hun fik i den anledning en plakette med sit navn sat op i H.C. Andersens Hus i Odense.
Traditionen er desuden at der komponeres et nyt stykke musik til den pågældende prisvinder. Musik som bliver uropført under ceremonien. Prismodtageren giver til gengæld en gæsteforelæsning enten på Syddansk Universitet i Odense, i Odense Koncerthus eller i Rådhushallen på Odense Rådhus.

## Prismodtagere
- 2007: Paulo Coelho
- 2010: J.K. Rowling
- 2012: Isabel Allende
- 2014: Salman Rushdie[1]
- 2016: Haruki Murakami
- 2018: A. S. Byatt[2]
- 2020 (uddelt i 2022): Karl Ove Knausgård[3][4]
- 2024: Margaret Atwood